# Andrea Navarra
Andrea Navarra (25 de febrero de 1971) es un piloto de rally italiano que ha sido Campeón de Europa de Rally en 1998, Campeón de Italia en 2004 sobre asfalto y Campeón de Italia sobre tierra en 2002, 2003 y 2004. Fue ganador del Trofeo Fiat Punto de Italia en 2001.
Su mejor resultado en el mundial fue un cuarto puesto en el Rally de Cerdeña en 2004 con un Subaru Impreza WRC.

## Palmarés

### Resultados completos WRC
| Año  | Equipo                     | Automóvil                  | 1       | 2       | 3       | 4      | 5     | 6       | Posic. | Puntos |
| ---- | -------------------------- | -------------------------- | ------- | ------- | ------- | ------ | ----- | ------- | ------ | ------ |
| 1995 | Privado                    | Toyota Celica GT-Four      | POR 17  | FRA Ret | NZL Ret | AUS 17 | ESP 8 | GBR Ret | 24º    | 3      |
| 1996 | Privado                    | Subaru Impreza 555         | FIN 12  | ITA Ret |         |        |       |         | -      | 0      |
| 1997 | Privado                    | Subaru Impreza 555         | FIN Ret | ITA Ret | GBR Ret |        |       |         | -      | 0      |
| 1998 | Procar                     | Subaru Impreza 555         | ESP Ret | ITA 10  |         |        |       |         | -      | 0      |
| 1999 | R10 FMC, Jolly Club        | Ford Escort WRC            | ITA 10  |         |         |        |       |         | -      | 0      |
| 2000 | K-AM 608, H.F. Grifone SRL | Toyota Corolla WRC         | ESP 9   | GBR Ret |         |        |       |         | -      | 0      |
| 2004 | S600 WRT                   | Subaru Impreza S9 WRC '03  | ITA 4   |         |         |        |       |         | -      | 0      |
| 2005 | Privado                    | Mitsubishi Lancer Evo VIII | ITA Ret |         |         |        |       |         | -      | 0      |

### Resultados completos IRC
| Año  | Equipo           | Automóvil                      | 1       | 2     | 3     | 4     | 5       | 6     | 7     | 8       | Posic. | Puntos |
| ---- | ---------------- | ------------------------------ | ------- | ----- | ----- | ----- | ------- | ----- | ----- | ------- | ------ | ------ |
| 2006 |                  | Fiat Abarth Grande Punto S2000 | ITA 6   |       |       |       |         |       |       |         | 19º    | 3      |
| 2007 | Abarth & Co. SpA | Fiat Abarth Grande Punto S2000 | KEN 1   | TUR 2 | YPR 3 | RUS 4 | POR Ret | BAR 7 | ITA 8 | SUI Ret | 3º     | 32     |
| 2008 | Abarth & Co. SpA | Fiat Abarth Grande Punto S2000 | ITA Ret |       |       |       |         |       |       |         | -      | 0      |
| 2010 | Motus Italia     | Ford Fiesta S2000              | ITA 15  |       |       |       |         |       |       |         | -      | 0      |